# Inwi
Inwi (in arabo إنوي‎?, ex Wana o Maroc Connect) è una compagnia telefonica marocchina fondata nel 1999. È stato uno dei primi fornitori di servizi internet in Marocco. Ha commercializzato i servizi internet sotto il marchio Wanadoo. Inizialmente era una sussidiaria di France Télécom, ora è interamente posseduta dal conglomerato marocchino SNI. Il nome della società proviene dall'ex marchio Wanadoo che rappresentò la Maroc Connect nel mercato marocchino per pochi anni.
Nel 2008 Alcatel-Lucent sigla un contratto con questa compagnia per portare la banda larga nelle aree rurali marocchine.